# 鈴木文子
鈴木 文子（すずき あやこ ）は日本のフリーアナウンサー。
夫は中央競馬騎手の内田博幸。

## プロフィール
岩手県出身。姉が2人いる。所属プロダクションはジョイスタッフ。

## レギュラー番組
- 気ままにクラシック（2006年4月～2007年4月1日、NHK-FM放送）
- 衛星アニメ劇場（2002年4月1日～2003年4月3日、NHK衛星第2テレビジョン）
- 邦子の Catch on 東京（2002年〜2007年、東京MXテレビ）
- TXNニュースアイ（2001年〜2003年、テレビ東京）
- トレセンリポート（2005年〜2007年　グリーンチャンネル）
- 中央競馬中継（2005年〜2007年　グリーンチャンネル）
- スーパーモーニング（2006年〜2007年テレビ朝日）
- カラオケ大賞21 （2003年〜2007年　千葉テレビ）
- ミューZip！！　（1999年〜2000年　千葉テレビ）